# Nikolaus Lanner
Nikolaus Lanner (* 2. September 1932 in Liesing, Kärnten) ist ein ehemaliger österreichischer Politiker (ÖVP).

## Leben
Nach Besuch der Volksschule besuchte Nikolaus Lanner das Bundesrealgymnasium in Klagenfurt am Wörthersee, an welchem er 1960 die Matura ablegte. Danach studierte er und legte erst 1969 die Lehramtsprüfung ab.
Innerhalb seiner Partei, der ÖVP, gehörte Lanner dem Bauernbund an, bei dem er 1960 seinen Werdegang als Angestellter begann. 1969 wurde er zum Leiter der Kärntner Landesorganisation gewählt. Bereits fünf Jahre zuvor, 1965, wurde er Ortsparteivorsitzender der ÖVP in Maria Wörth. 1980 folgte die Wahl zum Bezirksvorsitzenden des Bezirks Klagenfurt-Land.
1970 wurde Lanner zum Bürgermeister von Maria Wörth gewählt, in ein Amt, welches er 27 Jahre lang, bis 1997, bekleidete.
Im März 1982 folgte die Angelobung als Mitglied des Bundesrats in Wien. Der Länderkammer gehörte er ein Jahr, bis März 1983, an. Im Juli desselben Jahres zog er als VP-Abgeordneter in den Kärntner Landtag ein. Gleichzeitig wurde er zum Klubobmann (Fraktionsvorsitzenden) seiner Partei gewählt. Als Landtagsabgeordneter war Lanner elf Jahre, bis April 1994, tätig.

## Auszeichnungen
- 1996: Großes Silbernes Ehrenzeichen für Verdienste um die Republik Österreich[1]
- 2007: Kärntner Landesorden in Silber